# Коктейльна сукня

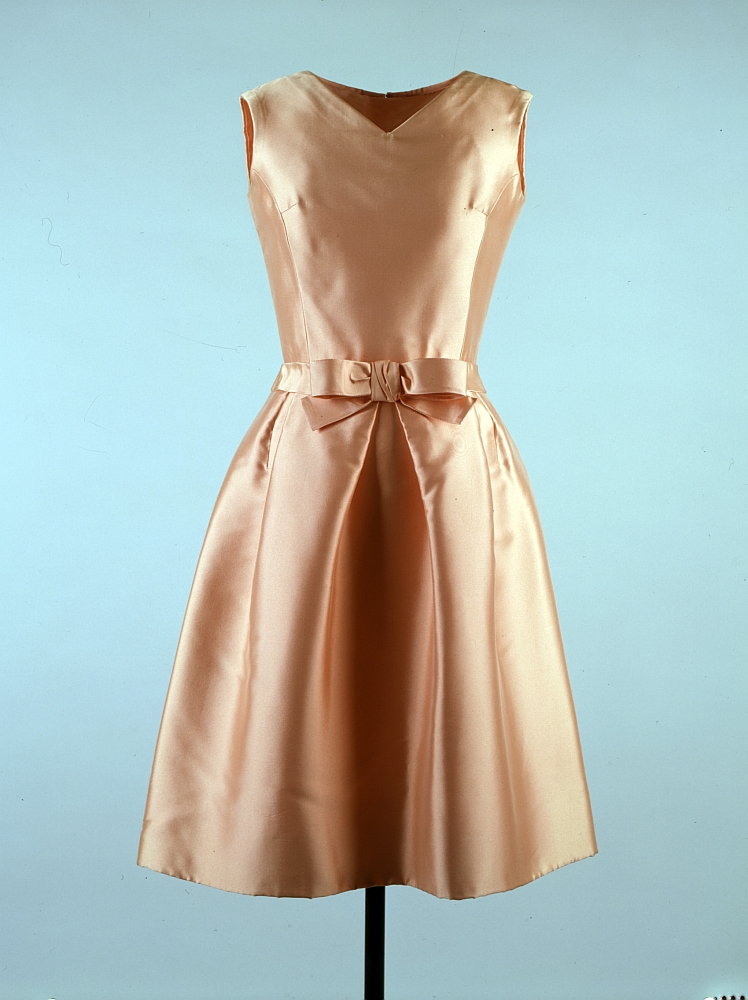
Сукня, яку вдягала Жаклін Кеннеді для подорожі на кораблі в Індії 1962 року

Коктейльна сукня або сукня-коктейль (англ. Cocktail dress) — вкорочена жіноча сукня для урочистих випадків без коміра і рукавів. 

## Історія
15 травня 1927 року модельєр Жан Пату створив коктейльну сукню з «чоловічого твіду». Суворі правила диктували довжину сукні, спідниця якої не повинна була опускатися нижче середини литки, відсутність рукавів та коміру. Образ доповнювали мініатюрні сумки, відкриті туфлі в тон, рукавиці довжиною до ліктя і маленькі кокетливі капелюхи.
В другій половині 40-х років коктейльні туалети стають все відвертішими та коротшими. Сукні шилися з використанням блискіток та декоративної вишивки, які формували обтислий силует і затягнуту талію. Корсетний ліф прикрашався тонкими смужками тканини. У 50-ті роки в моду входять наряди з пишними спідницями та глибоким декольте і модельні сукні-футляри з завуженою спідницею.
У 1957 році поряд з коктейльними нарядами з'являються костюми з короткими жакетами-болеро. Костюми з парчі або щільної чорної тканини, розшиті бісером і оздоблені хутром, були значно популярнішими, ніж сукні. У 60-ті роки на зміну коктейльним сукням приходять товсті довгі светри і штани з заниженою талією, знаменитий денім, брючні костюми та мініспідниці, а також одяг з доданням психоделічних кольорів з тканини із геометричним малюнком. 
У 1980-ті роки сукні для коктейлів вперше почали шити із джинси та шкіри. Наприкінці 90-х коктейльна сукня пережила чергове відродження завдяки серіалу «Секс і місто», героїні якого регулярно коротали час у барах. Дизайнерські колекції регулярно поповнюються коктейльними нарядами з дорогих тканин, які максимально передають красу жіночої фігури і грацію.

## Сьогодення
Нині коктейльні сукні є невіддільним атрибутом формального дрес-коду для корпоративних заходів, сімейних свят, вечірок. Коктейльна сукня призначена для відвідування солідних нічних клубів та казино або для побачення в ресторані. Як правило, її надягають на офіційні урочисті заходи, що починаються до сьомої вечора.
Літня коктейльна сукня — відкритіша. Вона насичена яскравими квітами і виконана з легкого шовку чи шифону. Традиційними кольорами для зими залишаються чорний та червоний, однак також активно використовуються глибокий синій та фіолетовий. З матеріалів використовуються оксамит або атлас. Кращою вважається однотонна колірна гамма. 
Незалежно від сезону коктейльна сукня є універсальним предметом жіночого туалету. Аксесуари, які доповнюють сукню, також не змінилися. Сучасні модниці віддають перевагу мініатюрній сумочці або клатчу, блискучим брошкам і туфлям-човникам в тон.

## Галерея

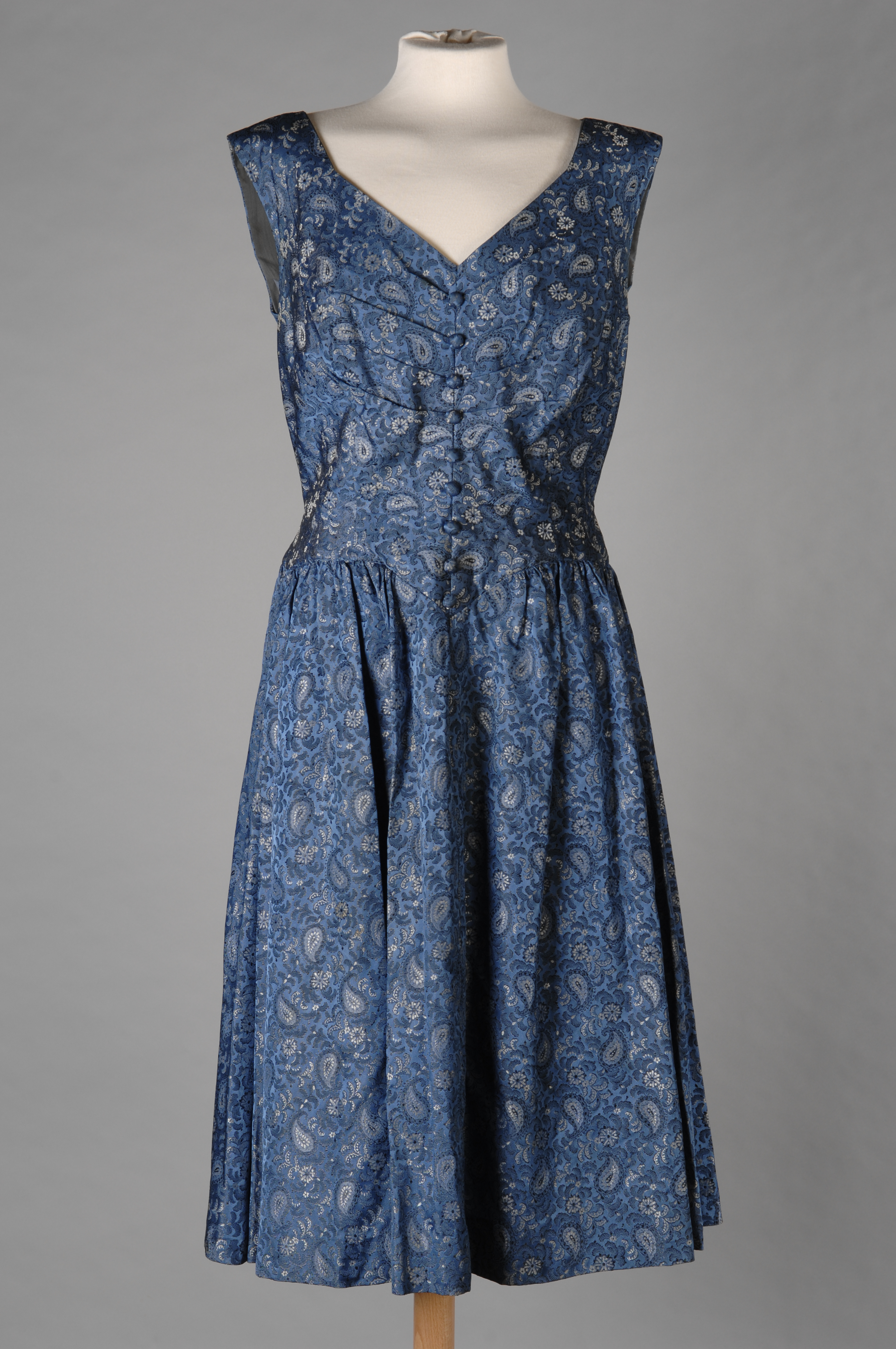
Сукня 1948 - 1952 років
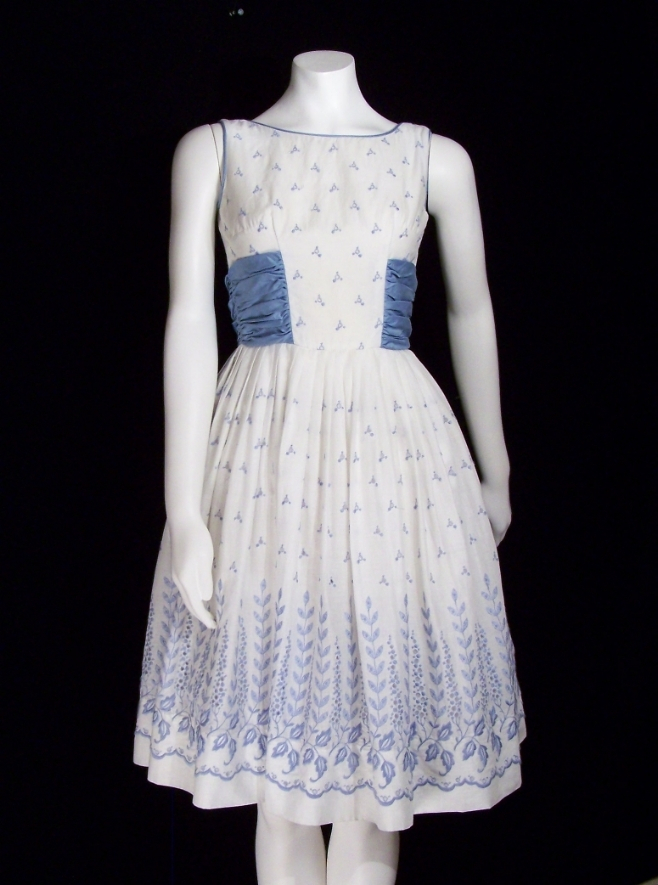
Вінтажна сукня 1950-х
Сукня 1953 року
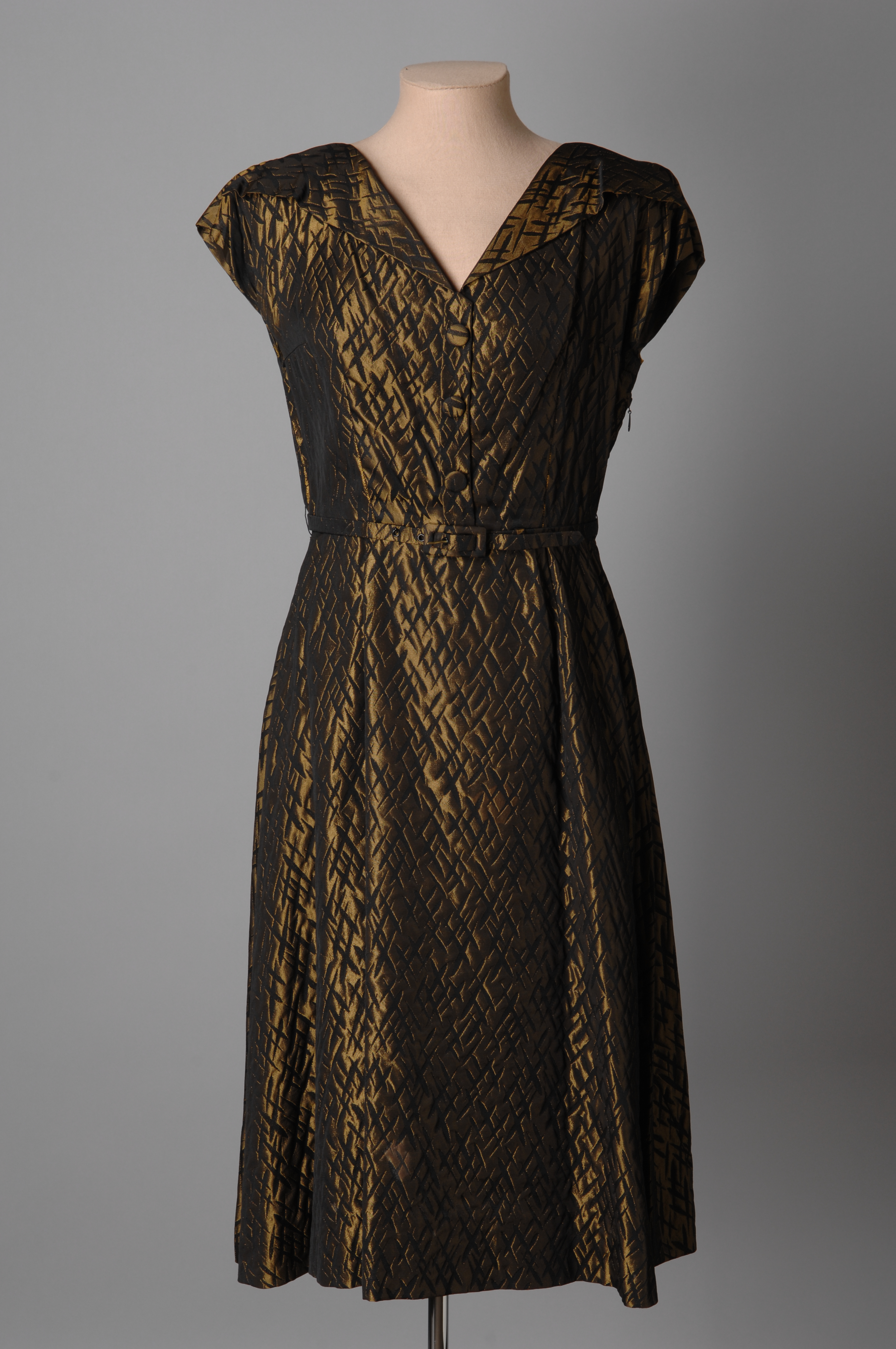
Сукня 1955 року
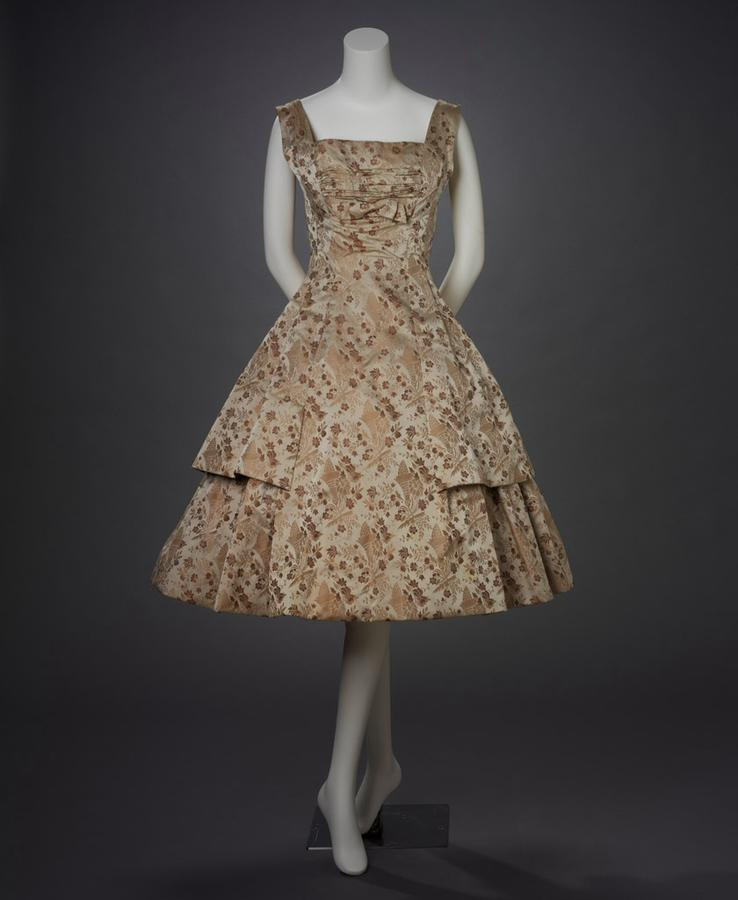
Сукня-кльош 1955 року
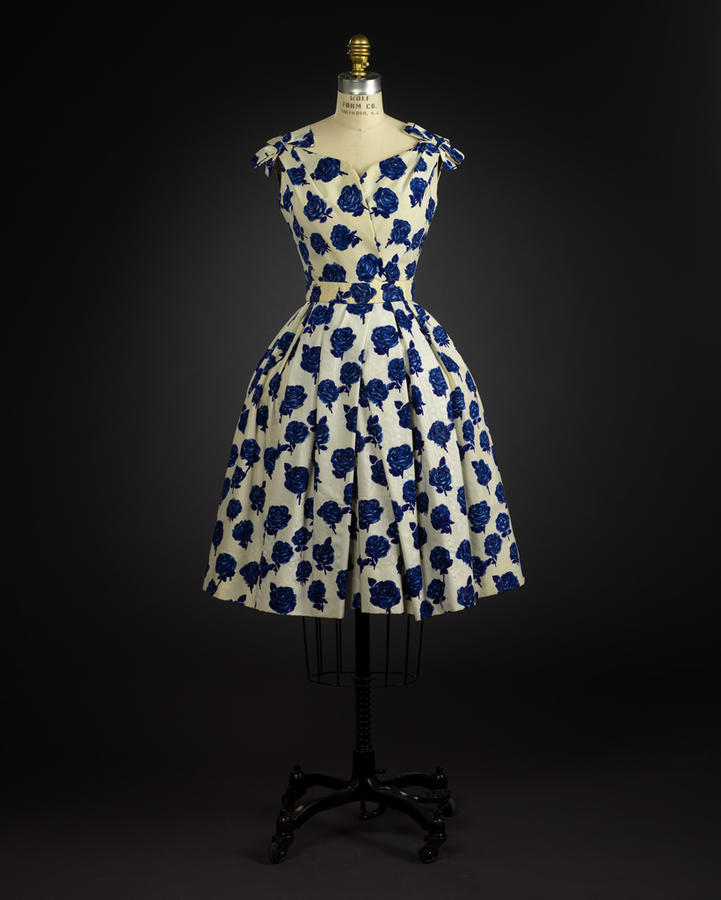
Ів Сен Лоран для Діор 1960
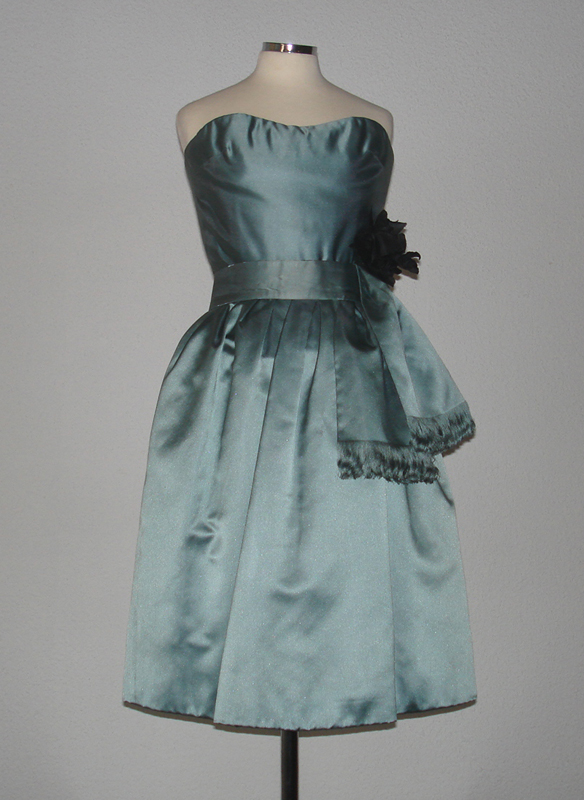
Ів Сен Лоран для Діор 1959
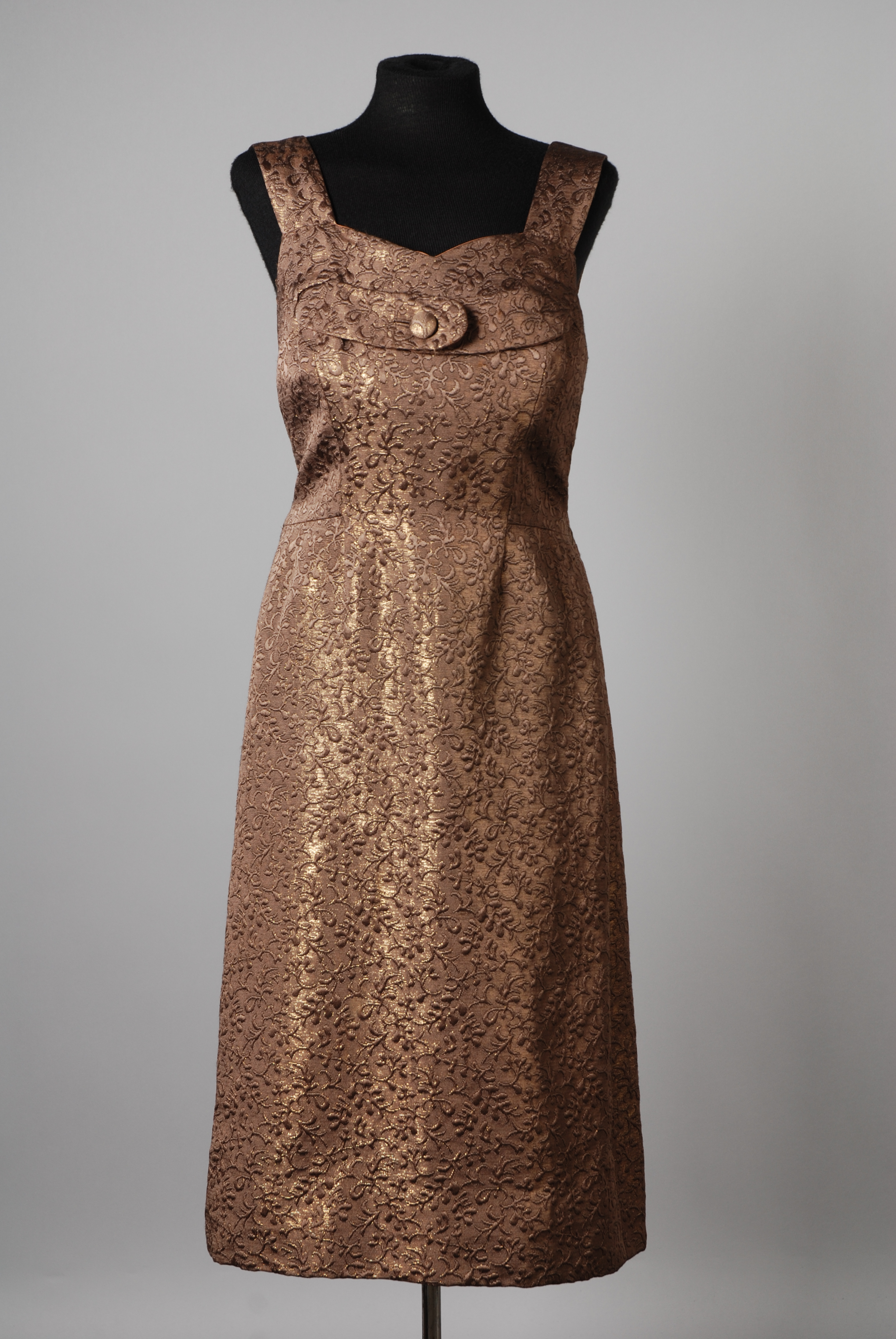
Сукня 1958 - 1962 років